# Werner Meyer (rokometaš)
Werner Meyer, švicarski rokometaš, * 30. maj 1914, † 10. september 1985.
Leta 1936 je na poletnih olimpijskih igrah v Berlinu v sestavi švicarske rokometne reprezentance osvojil bronasto olimpijsko medaljo.